# .sx
A .sx Sint Maarten internetes legfelső szintű tartomány kódja, melyet 2010-ben hoztak létre. 2012. november 15-e óta bárki regisztrálhat első szinten.